# Ctenochaetus hawaiiensis
Ctenochaetus hawaiiensis és una espècie de peix pertanyent a la família dels acantúrids.

## Descripció
- Pot arribar a fer 25 cm de llargària màxima.
- 8 espines i 27-29 radis tous a l'aleta dorsal i 3 espines i 25-26 radis tous a l'anal.[2][3]

## Hàbitat
És un peix marí, associat als esculls i de clima tropical (25 °C-27 °C; 28°N-26°S) que viu entre 1 i 61 m de fondària (normalment, entre 5 i 40).

## Distribució geogràfica
Es troba al Pacífic: des de la Micronèsia fins a les illes Hawaii i Pitcairn.

## Costums
És bentopelàgic.

## Observacions
És inofensiu per als humans.